# Лавриківці
Ла́вриківці — село в Україні, у Зборівській міській громаді Тернопільського району Тернопільської області. Розташоване на заході району. До 2016 було підпорядковане Зарудянській сільраді. 
Розташоване на березі р. Мала Стрипа.
Населення — 130 осіб (2001).

## Історія
За радянських часів разом із с. Озерянка належало до с. Заруддя.
12 червня 2020 року, відповідно до розпорядження Кабінету Міністрів України № 724-р «Про визначення адміністративних центрів та затвердження територій територіальних громад Тернопільської області» увійшло до складу Зборівської міської громади.
19 липня 2020 року, в результаті адміністративно-територіальної реформи та ліквідації Зборівського району, село увійшло до складу Тернопільського району.

## Пам'ятки
Є «фігура» Матері Божої. Встановлено пам'ятний хрест на честь скасування панщини.

## Галерея

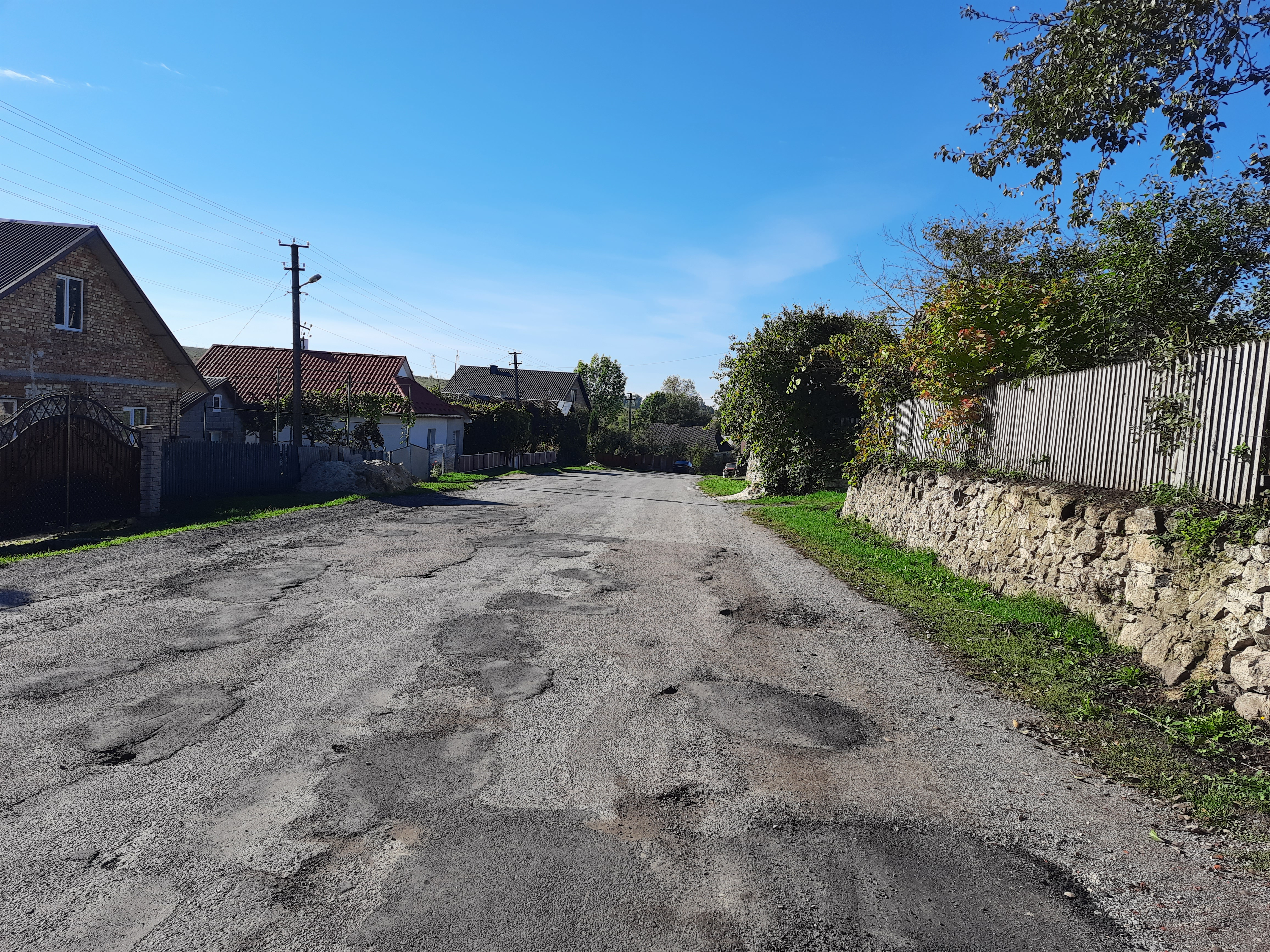
Сільська вулиця
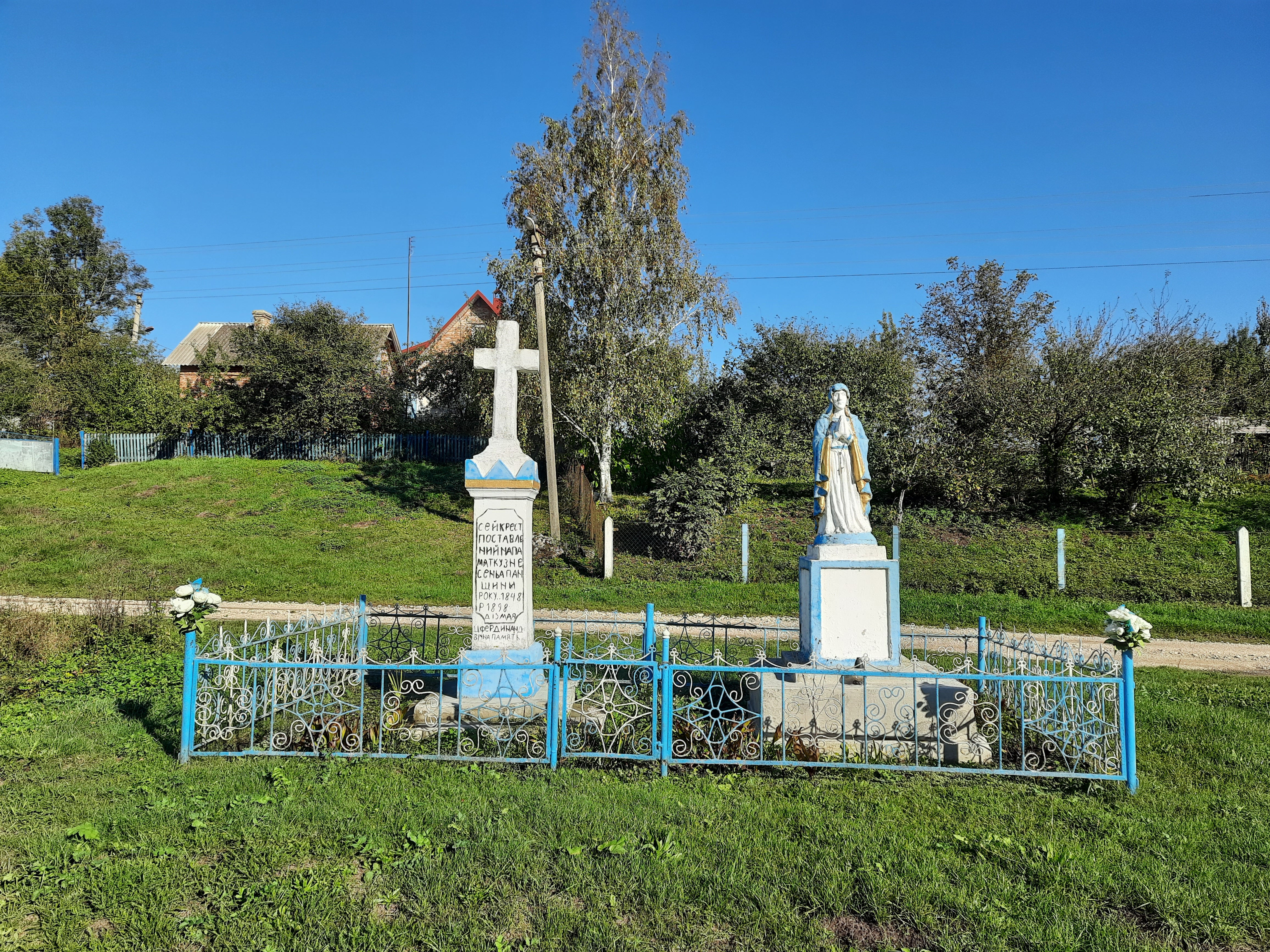
Пам'ятний хрест на честь скасування панщини та статуя Божої Матері
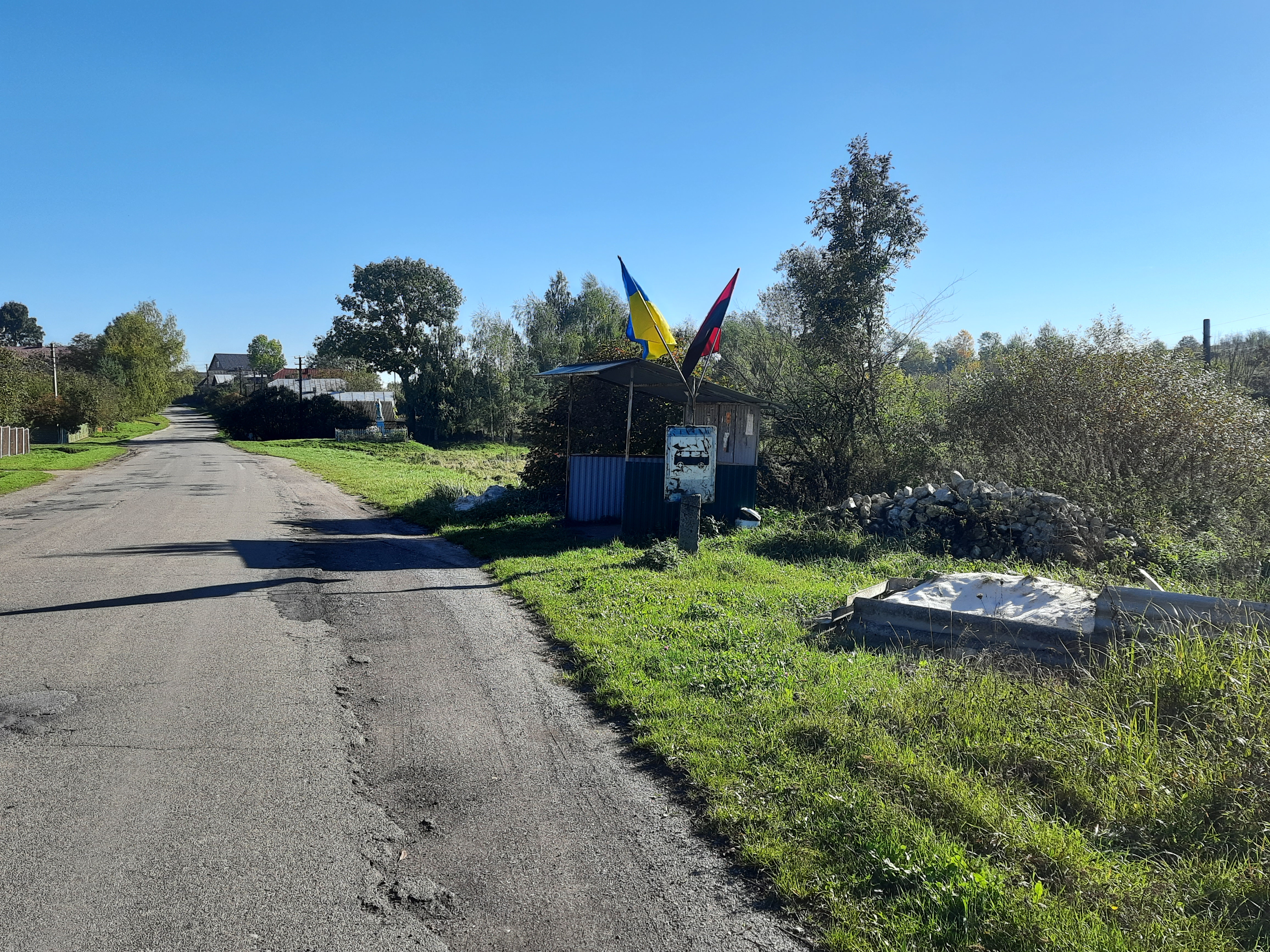
Автобусна зупинка